# Parafia Oczyszczenia Najświętszej Maryi Panny w Bukowiu
Parafia Oczyszczenia Najświętszej Maryi Panny – rzymskokatolicka parafia w Bukowiu. Znajduje się w dekanacie Oleśnica wschód, archidiecezji wrocławskiej. 

## Historia parafii
Parafia została erygowana w 1983 roku. Obsługiwana jest przez księży archidiecezjalnych. Jej proboszczem od 2008 roku jest ksiądz Andrzej Stefanów.

## Liczba mieszkańców i zasięg parafii
Parafię zamieszkuje 1388 mieszkańców, zasięgiem duszpasterskim obejmuje ona miejscowości:
- Bukowie,
- Pągów,
- Pszeniczna.

## Inne kościoły i kaplice

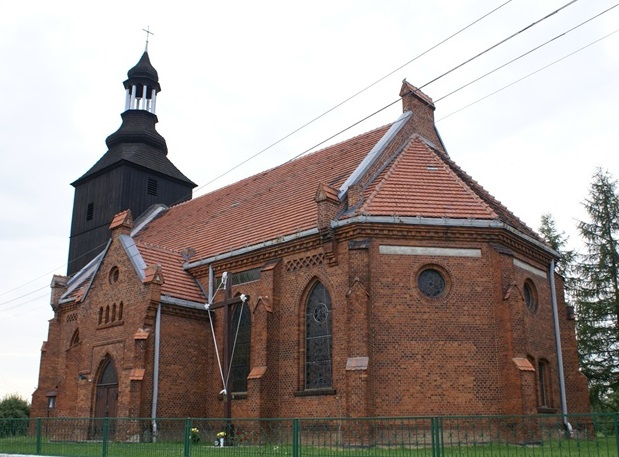
Kościół filialny w Pągowie

- Kościół Świętych Apostołów Piotra i Pawła w Pągowie,

## Parafialne księgi metrykalne
| Księgi metrykalne | Okres ewidencji |
| ----------------- | --------------- |
| chrztów           | 1983 -          |
| ślubów            | 1983 -          |
| zgonów            | 1983 -          |